# The Price of a Song
The Price of a Song is een Britse misdaadfilm uit 1935 onder regie van Michael Powell. De film is wellicht zoekgeraakt.

## Verhaal
Arnold Grierson is de klerk van een bookmaker. Hij zit in financiële problemen en hij verplicht daarom zijn stiefdochter Margaret om te trouwen met de onbeschofte liedjesschrijver Nevern. Margaret scheidt later van hem om te kunnen trouwen met de journalist Hardwicke. Grierson bereidt intussen de moord voor op Nevern in de hoop dat zijn stiefdochter van hem zal erven. Alleen is zijn alibi niet helemaal waterdicht.

## Rolverdeling
| Acteur           | Personage         |
| ---------------- | ----------------- |
| Campbell Gullan  | Arnold Grierson   |
| Marjorie Corbett | Margaret Nevern   |
| Gerald Fielding  | Michael Hardwicke |
| Dora Barton      | Letty Grierson    |
| Charles Mortimer | Olivier Broom     |
| Oriel Ross       | Elsie             |
| Henry Caine      | Stringer          |
| Sybil Grove      | Mevrouw Bancroft  |
| Eric Maturin     | Nevern            |
| Felix Aylmer     | Graham            |
| Cynthia Stock    | Mevrouw Bush      |
| Mavis Clair      | Maudie Bancroft   |